# Эль-Ариш (вади)
Эль-Ариш (араб. وادى العريش‎) — вади (пересыхающая река или пересыхающий ручей) в Египте, на Синайском полуострове. Река впадает в Средиземное море в городе Эль-Ариш.
Длина реки составляет 239 — 363 км, территория её бассейна составляет около 22000 км² (20000 — 23500 км²) и является второй из всех вади Египта (после вади Эль-Аллаки). Бассейн реки занимает около трети Синайского полуострова и является крупнейшим на нём. Вади-эль-Ариш является единственным руслом центрального Синая, доходящим до Средиземного моря, остальные теряются в песках северного Синая.

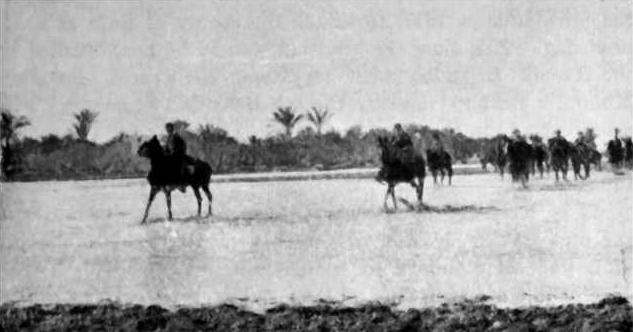
Британские войска в Вади-эль-Ариш, 1916 год

## География
В основном вади Эль-Ариш течёт в северном направлении. Эль-Ариш и его основные притоки берут начало на отрогах плато эт-Тих и эль-Игма на высоте 1400—1600 метров. В верховьях, в районе эль-Игма, Эль-Ариш образует врезанные меандры. К северу от плато эль-Игма вади протекает по нескольким узким ущельям (называемых на Синае дайагами). Самое известное из них называют просто эль-Дайага. Оттуда и до моря у вади нет крупных притоков.
Климат в бассейне реки аридный и семиаридный, с сухим летом и дождливой зимой. Среднегодовая норма осадков составляет от около 10 мм в южной части бассейна до 125 мм в северной (район города Эль-Ариш). Суммарное испарение очень высокое и летом доходит до 5,5 мм/день. Большая часть выпавших осадков испаряется и просачивается в почву, пополняя водоносные горизонты. Средняя температура летом составляет 30,6 °C (июль), зимой — 18,5 °C.
Бассейн вади получает более 2/3 осадков, выпадающих на Синае (около 160 млн м³). Большая часть воды приходит с Синая, также несколько притоков начинаются на израильской территории (пустыня Негев). Большую часть года русло остаётся сухим, но зимой оно иногда наполняется водой. Дожди нередко приводят к наводнениям, угрожающим жителям низовий.
41,3 % бассейна реки занимают известняковые плато, 15,5 % — бедленд, 14,9 % — аллювиальные равнины, 8,5 % — песчаные равнины, 0,5 % — дюны, 0,2 % — сельскохозяйственные земли.
Население в районе устья вади значительно выросло после возвращения Синая Египту. Для защиты от наводнений в 1946 году в 52 км к югу от города Эль-Ариш была возведена каменная арочная плотина Равафия, объём образовавшегося водохранилища составил 3 млн м³. В 1987 объём был увеличен до 5,5 млн м³. Тем не менее, город продолжает страдать от паводков. В январе 2010 внезапные паводки причинили крупные разрушения.
Водоносные горизонты под вади играют важную роль в экономике региона. В 1960-е годы между городом Эль-Ариш и Равафией было вырыто 30 колодцев для орошения глубиной около 60 м, а также несколько глубоких скважин (около 100 м). После возвращения полуострова под египетский контроль были вырыты новые колодцы. Для полива разрастающихся сельскохозяйственных земель требовалось всё больше воды, и в 1989 году количество колодцев достигло 145. Дополнительным источником воды стал Нил.

## Геология
Плато эт-Тих и эль-Игма сложены осадочными породами мелового периода и эоцена: нубийскими песчаниками (самые глубокие осадочные породы), мелом и известняком; они имеет небольшой уклон к северу. Плато рассекают несколько разломов и базальтовых даек. Плато эль-Игма представляет собой синклиналь.
В центральном течении вади пересекает несколько антиклиналей северного Синая, такие как Гебель-эль-Халаль (где оно пробивает ущелье эль-Дайага).
Многие осадки четвертичного периода представляют собой отложения палео-озёр. Например, к югу от гор Гебель-Йиаллак залегают гипсовые пласты мощностью в несколько десятков сантиметров. В других местах отложения образованы песком, глиной и гравием.

## История
В 1768 году, когда Египет провозгласил независимость от Османской империи[уточнить], по вади прошла граница между Египтом и османами. В 1895 году граница была отодвинута на восток, где она и проходит сегодня.
Некоторые отождествляют Эль-Ариш с рекой, названной в Библии Нахар-Мицраим, то есть «поток Египетский» или «река Египетская» (Быт. 15:18, другие считают, что в обоих случаях речь идёт о Ниле). Другие различают понятия «река Египетская» (נְּהַר מִצְרַיִם, напр. Быт. 15:18), упоминаемая в обещании Аврааму, и «поток Египетский» (נַחַל מִצְרָיִם, Чис. 34:5 и Нав. 15:4), называемый границей Земли Израиля. Слово «река» («нахар») в Библии применяется к крупным водотокам, находящимся за пределами Земли Израиля (например, Тигр и Евфрат). Слово же «поток» («нахаль») обозначает, как правило, пересыхающие реки, типичные для Земли Израиля. В таком случае, «река Египетская» отоджествляется с Нилом, а «поток Египетский» — с Аришем. Согласно третьей точке зрения, «поток Египетский» — это река Бесор
.